# Gossypium hirsutum

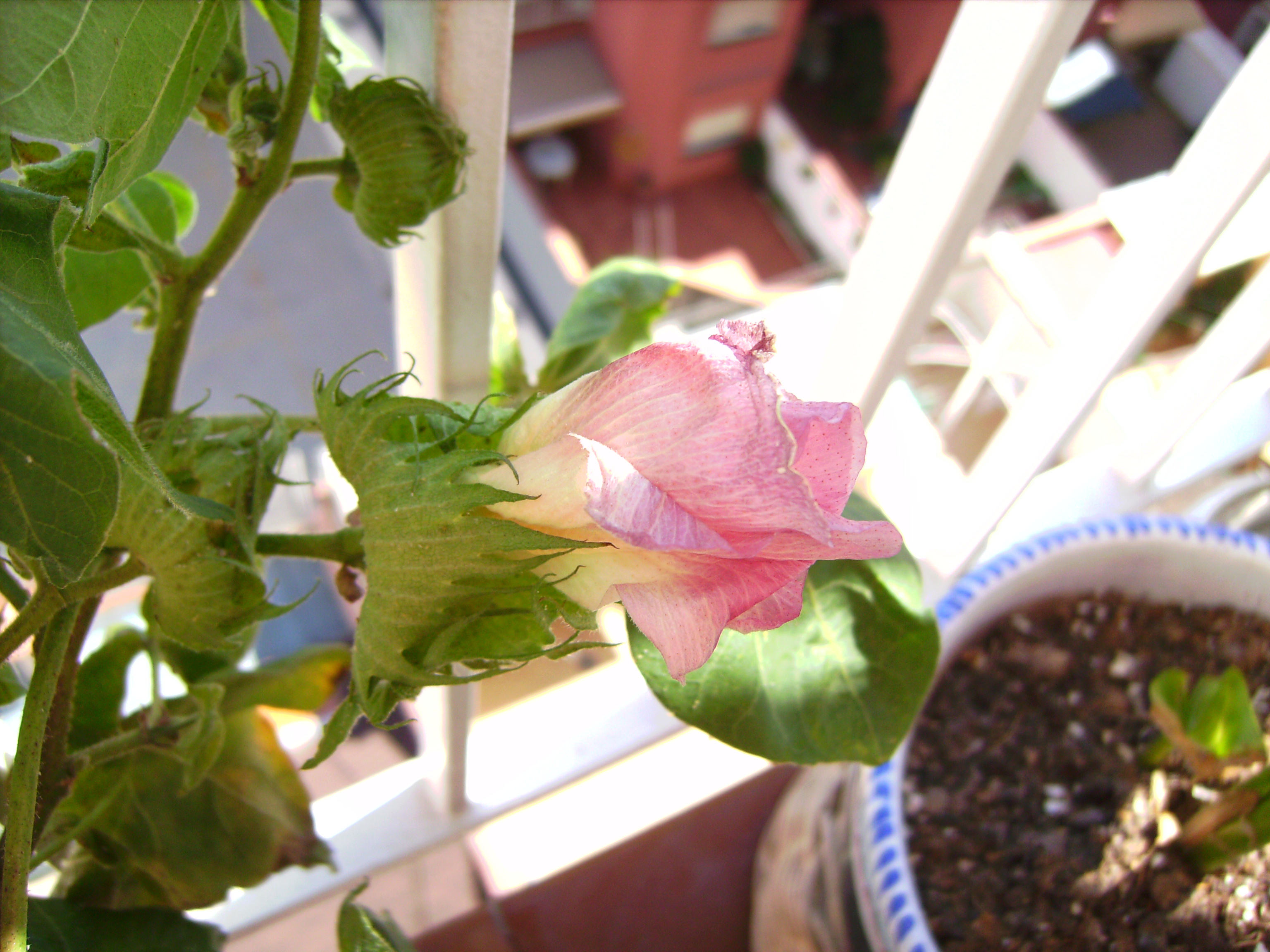
Vista lateral de flor de Gossypium hirsutum creixent a Barcelona

Gossypium hirsutum, etimològicament vol dir cotoner de pèls drets i rígids, és una espècie del gènere Gossypium. És conegut internacionalment com a Upland Cotton i també com a cotó mexicà, és l'espècie de cotoner més cultivada arreu del món. Per exemple als Estats Units representa el 95% del total que es produeix i a Grècia és l'única espècie de cotoner cultivat. A nivell mundial el Gossypium hirsutum representa el 90% de la producció de cotó.
Hi ha proves arqueològiques que demostren que a la vall de Tehuacan a Mèxic es cultivava aquesta espècie de cotoner des de fa 5.000 anys.
Dins de Gossypium hirsutum s'inclouen moltes varietats o cultivars amb longitud de fibra variables i toleràncies a diverses condicions mediambientals. Les varietats de fibra més llarga reben el nom anglès de "Long Staple Upland" i les de fibra més curta com "Short Staple Upland". Les de fibra més llarga són les més conreades.

## Descripció

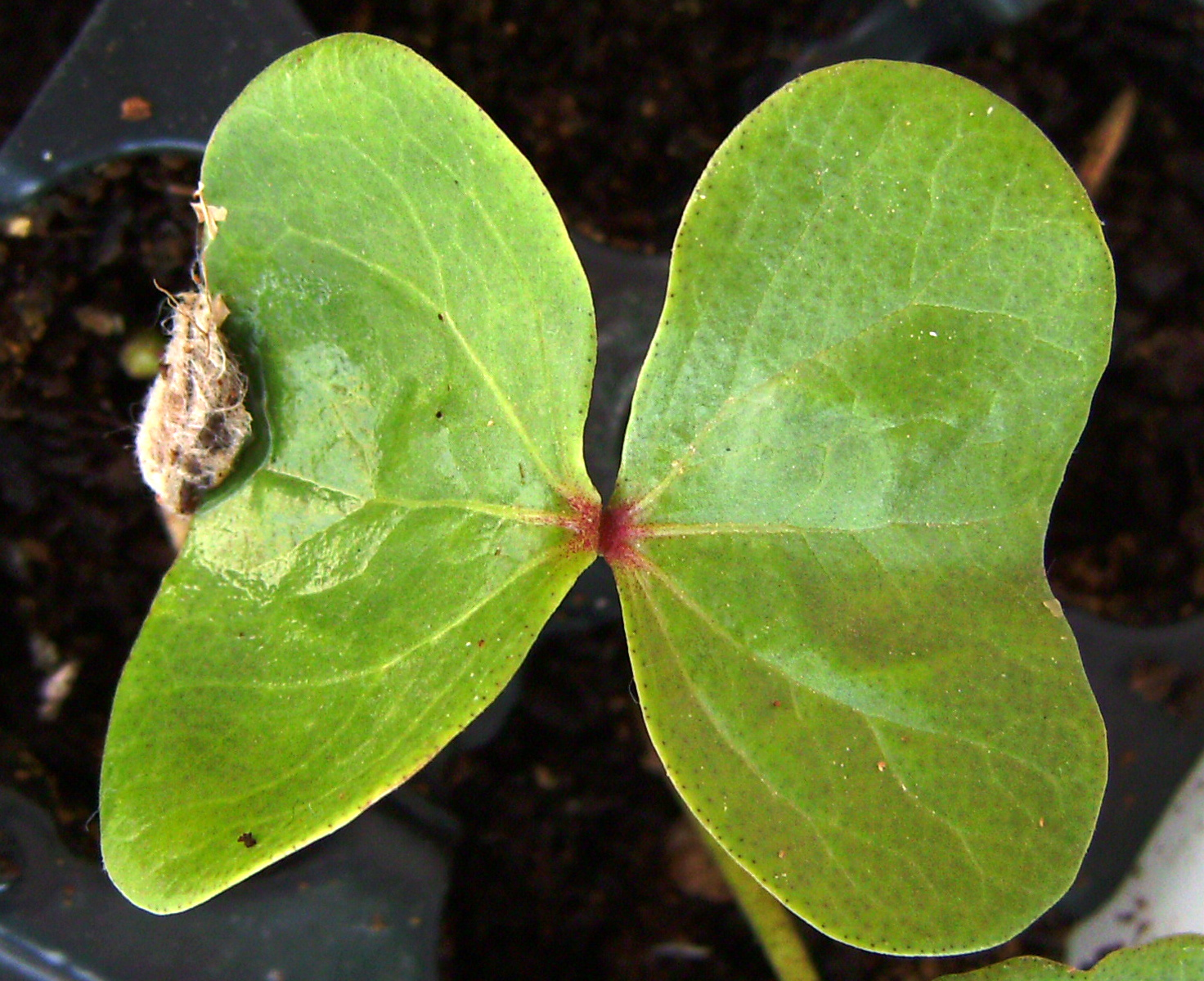
Cotilèdons de Gossypium hirsutum amb les restes de la llavor enganxada a la fulla (esquerra)

Gossypium hirsutum és una planta herbàcia anual que fa de 60 a 150 cm d'alçada. L'eix de la tija és verd, de vegades vermellós i té una pilositat simple. Les fulles són lobulades, rarament arriben a tenir cinc lòbuls de forma més o menys triangular. El limbe fa de 5 a 10 cm de llarg, l'amplada és lleugerament més grossa que la llargada. La base de la fulla té forma de cor. El pecíol fa 3-10 cm de llarg. Els pecíols i les fulles són pilosos.
Les flors surten de l'aixella foliar i fan uns 2,5 cm de llarg. El seu color és blanc, grogós o vermellós. El fruités una càpsula amb de tres a cinc parts que fa de 3 a 4 cm de llarg i 2-3 cm d'ample. Les llavors són ovals i fan de 0,3 a 0,5 cm. La fibra que envolta les llavors (el cotó) és de fibra llarga de color blanc.

## Distribució
És originari de l'Amèrica tropical, probablement de Mèxic, i actualment es conrea en zones tropicals o subtropicals de tot el món fins i tot en zones d'hivern frígid, però d'estiu prou calent. En la classificació agroclimàtica de Papadakis el cotoner necessita un tipus d'estiu llarg i calent anomenat precisament estiu Gossypium.